# Girard (Ohio)
Girard es una ciudad ubicada en el condado de Trumbull en el estado estadounidense de Ohio. En el Censo de 2010 tenía una población de 9958 habitantes y una densidad poblacional de 604,43 personas por km².

## Geografía
Girard se encuentra ubicada en las coordenadas 41°10′5″N 80°41′46″O / 41.16806, -80.69611. Según la Oficina del Censo de los Estados Unidos, Girard tiene una superficie total de 16.47 km², de la cual 15.22 km² corresponden a tierra firme y (7.64%) 1.26 km² es agua.

## Demografía
Según el censo de 2010, había 9958 personas residiendo en Girard. La densidad de población era de 604,43 hab./km². De los 9958 habitantes, Girard estaba compuesto por el 93.17% blancos, el 4.01% eran afroamericanos, el 0.1% eran amerindios, el 0.28% eran asiáticos, el 0.01% eran isleños del Pacífico, el 0.23% eran de otras razas y el 2.2% pertenecían a dos o más razas. Del total de la población el 2.09% eran hispanos o latinos de cualquier raza.